# Viorica Ioja
Viorica Ioja, poi Vereş (26 febbraio 1962), è un'ex canottiera rumena.

## Palmarès

### Olimpiadi
- 2 medaglie:
  - 1 oro (Los Angeles 1984 nel quattro con)
  - 1 argento (Los Angeles 1984 nell'otto)

### Mondiali
- 3 medaglie:
  - 2 argenti (Duisburg 1983 nel quattro con; Hazewinkel 1985 nel quattro con)
  - 1 bronzo (Nottingham 1986 nel quattro con)